# ステファン・パスキエ
ステファン・パスキエ（Stephane Pasquier、1978年1月17日 - ）は、フランスパリ出身の騎手である。香港における名前の中文表記は「柏士祺」。

## 来歴
1994年、12月からロベール・コレ厩舎所属の見習騎手としてデビューする。
2001年、5月にコリーダ賞をアクセレレーションに騎乗して制し、重賞初勝利を挙げる。同年フランス競馬のシーズンオフを利用してシンガポールターフクラブで騎乗する。
2003年、年間74勝を挙げてリーディング8位となり、自身初のトップ10入りを果たした。
2004年、7月にダニエル・ウィルデンシュタインのセカンドジョッキーとなる。10月24日にはロワイヤルオーク賞をウェスターナーに騎乗して制し、G1初勝利を挙げる。11月には第24回ジャパンカップに出走するポリシーメイカーと共に初来日を果たす。日本での初騎乗は11月27日の東京競馬第3競走で、10番人気のイグニッションに騎乗し7着。ジャパンカップは14番人気と低評価だったが4着という好結果をもたらした。
2005年、12月に第19回ワールドスーパージョッキーズシリーズに出場。24点で9位に終わった。
2006年、10月1日の第85回凱旋門賞でレイルリンクに騎乗。ディープインパクトら有力馬に完勝し、見事初の凱旋門賞制覇を成し遂げた。翌年にはレイルリンクを所有するハーリド・ビン・アブドゥッラー殿下の主戦騎手となった。
2007年、185勝を挙げ初めてリーディングジョッキーとなる。収得賞金でも1位となった。12月に第21回ワールドスーパージョッキーズシリーズに出場するため来日。シリーズでは未勝利（8位）に終わったが、12月1日の千両賞ではロードバリオスに騎乗して勝利し、来日初勝利を果たした。
2011年からニアルコスファミリーのフランスにおける主戦騎手を務めている。

## 主な騎乗馬
- アフリカンローズ / African Rose（2008年スプリントカップ）
- ウェスターナー / Westerner（2004年ロワイヤルオーク賞）
- ザウェイユーアー / Thewayyouare（2007年クリテリウム・アンテルナシオナル）
- ザンベジサン / Zambezi Sun（2007年パリ大賞典）
- スペシャルデューティー / Special Duty（2009年チェヴァリーパークステークス、2010年1000ギニー、プール・デッセ・デ・プーリッシュ（仏1000ギニー））
- フュイッセ / Fuisse（2010年ムーラン・ド・ロンシャン賞）
- マンデュロ / Manduro（2007年イスパーン賞、プリンスオブウェールズステークス、ジャック・ル・マロワ賞）
- ルカヤン / Lucayan（2012年プール・デッセ・デ・プーラン）
- レイルリンク / Rail Link（2006年凱旋門賞）
- スタディオブマン / Study Of Man（2018年ジョッケクルブ賞）

## 年度別成績表
- フランス競馬

| 年     | 騎乗数 | 勝利  | 勝利 | 勝率 | 獲得賞金  | 獲得賞金 |
| 年     | 騎乗数 | 勝数  | 順位 | 勝率 | 金額      | 順位     |
| ------ | ------ | ----- | ---- | ---- | --------- | -------- |
| 2006年 | 865    | 108勝 | 4位  | .124 | 468万8497 | 2位      |
| 通算   | ?      | ?勝   | -    | ---  | -         | -        |

※金額の単位はユーロ。
- 中央競馬

| 年     | 騎乗数   | 勝利     | 勝利     | 勝率     | 連対率   | 獲得賞金 |
| 年     | 騎乗数   | 勝数     | 順位     | 勝率     | 連対率   | 獲得賞金 |
| ------ | -------- | -------- | -------- | -------- | -------- | -------- |
| 2004年 | 4        | 0勝      | 189位    | .000     | .000     | 4772万   |
| 2005年 | 4        | 0勝      | 189位    | .000     | .000     | 365万    |
| 2006年 | 騎乗なし | 騎乗なし | 騎乗なし | 騎乗なし | 騎乗なし | 騎乗なし |
| 2007年 | 12       | 1勝      | 154位    | .083     | .167     | 1976.3万 |
| 通算   | 20       | 1勝      | -        | .050     | .100     | 7113.3万 |

※金額の単位は円。